# Anno 1404
Anno 1404 és un videojoc de construcció de ciutats, d'estratègia en temps real i de simulació econòmica per a Microsoft Windows. Està desenvolupat per Related Designs, Ubisoft Blue Byte i Ubisoft. És el quart videojoc de la saga Anno, publicat el 20 d'agost del 2008.

## Mode de joc
Així com els seus predecessors, la partida comença quan el jugador és nomenat per l'Emperador líder d'un petit assentament. A partir d'aleshores, l'objectiu del joc és gestionar eficientment els recursos interns i la diplomàcia mentre la vila esdevé poble, ciutat o metròpolis, i es colonitzen noves illes al llarg d'Orient i d'Occident. Caldrà tenir cura de l'economia, del comerç i del poder militar per imposar-se sobre els rivals.

## Dificultat
És un joc no apte per a principiants del gènere de gestió realista de recursos, és un joc molt complex, complet i difícil en l'àrea de comerç i maneig de recursos i també en la logística naval. Al començament només hi ha dos recursos, que s'han d'ampliar fins a dos-cents, i distribuir-los entre les enormes poblacions d'habitants, que exigeixen una gran varietat de necessitats que cal satisfer amb els recursos que es tenen.